# Danny Christensen
Danny Christensen (Estados Unidos, 11 de mayo de 1990) es un jugador profesional estadounidense de rugby que se desempeña en la posición de medio scrum en San Diego Legion, equipo perteneciente a la liga Major League Rugby.

## Carrera
En 2020, Christensen se unió al equipo Utah Warriors (2020-2022), después pasó a Dallas Jackals (2022-2023), luego a San Diego Legion, disputando su cuarta temporada en la Major League Rugby.